# Anémone
Anémone, eredetileg Anne Madeleine Louise (Párizs, 1950. augusztus 9. – Poitiers, 2019. április 30.) César-díjas francia színésznő.

## Fontosabb filmjei
- Anémone (1968)
- A javíthatatlan (L’incorrigible) (1975)
- Programozott áldozatok (L'ordinateur des pompes funèbres) (1976)
- Fuss utánam, hogy elkapjalak (Cours après moi... que je t'attrape) (1976)
- Sokat akar a szarka... (Un éléphant ça trompe énormément) (1976)
- French Postcards (1979)
- Jobb ma egy nő, mint tegnap három (Je vais craquer!!!) (1980)
- Gyere hozzám, egy barátnőmnél lakom (Viens chez moi, j'habite chez une copine (1981)
- Őrült vakáció (Les babas cool) (1981)
- Sok pénznél jobb a több (Pour cent briques t'as plus rien) (1982)
- Karácsonyi kalamajka (Le père Noël est une ordure) (1982)
- Le quart d'heure américain (1982)
- Un homme à ma taille (1983)
- A csajok (Les nanas) (1985)
- Tranches de vie (1985)
- Az évszázad esküvője (Le mariage du siècle) (1985)
- Nyakunkon a veszély (Péril en la demeure) (1985)
- I Love You (1986)
- A nagy út (Le grand chemin) (1987)
- Envoyez les violons (1988)
- Les baisers de secours (1989)
- Őrült majom (El sueño del mono loco) (1989)
- Les enfants volants (1991)
- Szép história (La belle histoire) (1992)
- Pillangóval az ég felé (Le petit prince a dit) (1992)
- Aux petits bonheurs (1994)
- Pas très catholique (1994)
- Enfants de salaud (1996)
- A selyem sikolya (Le cri de la soie) (1996)
- Marquise (1997)
- Lautrec (1998)
- C’est pas moi… c’est l’autre! (2004)
- Tökös átverés (Ma femme... s'appelle Maurice) (2002)
- Nicolas az iskolában (Le petit Nicolas) (2009)
- Szerencsés szerencsétlenek (Ouf) (2012)
- Jacky a nők országában (Jacky au royaume des filles) (2014)
- Tiéd vagyok (Je suis à vous tout de suite) (2015)
- Le grand partage (2015)